# Calipsefobia

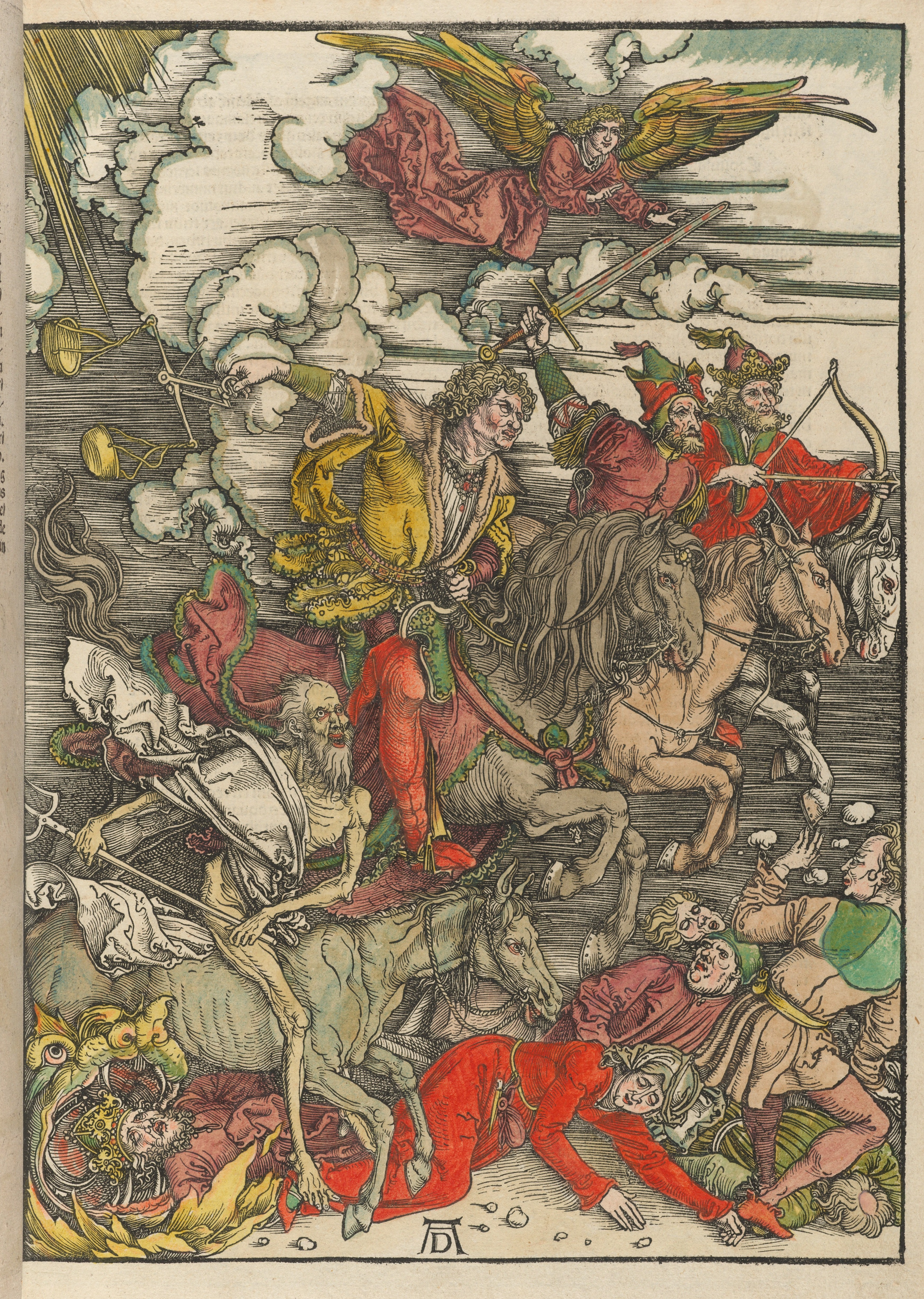
Representação dos quatro cavaleiros do apocalipse.

A Calipsefobia é o medo compulsivo de um repentino final do mundo (também chamado de apocalipse). Este medo causa uma ansiedade constante em seu portador principalmente quando algum sinal de algum suposto apocalipse (como descrito na bíblia) está por perto. 
O tratamento normalmente é feito com psicólogos e psiquiatras, o tratamento pode necessitar de ansiolíticos (remédios para tratamento da ansiedade) tendo em vista que o portador pode ter problemas sérios de ansiedade e isto pode atrapalhar sua rotina diária.
Houve picos de casos desta fobia nos anos 2000 com o medo da época que era o "bug do milénio", e em 2012 durante o boato do apocalipse que ocorreria no mesmo ano.Nestes casos a Calipsefobia pode ter sido passageira ou permanece com o enfermo até seu tratamento adequado. 